# Резерв Збройних сил США
Резерв Збройних сил США або Резервні компоненти Збройних сил США (англ. Reserve components of the United States Armed Forces) — одна з трьох складових Збройних сил Сполучених Штатів Америки, що разом з регулярними компонентами та Національною гвардією країни становить військову організацію держави.

## Зміст
Резервні компоненти Збройних сил США споконвічно ведуть свою історію від заснування парамілітарних загонів громадян-солдатів часів війни за незалежність і залишаються традиційною формою комплектування військової організації США. Зазвичай, але не завжди, формування Резерву США регіонально дислокуються та комплектуються особовим складом за рахунок місцевого населення і у відповідності до Конституції США вважаються організованою міліцією штатів. Відповідно до Розділу 10 Кодексу законів резервні компоненти становлять базу для мобілізаційного розгортання й посилення угрупувань регулярних військ, доукомплектування з'єднань і частин до штатів воєнного часу і поповнення втрат у ході бойових дій. Вимоги, які пред'являються до резервів, в стислому вигляді сформульовані в доповіді голови Ради з питань розвитку резервних компонентів Дебори Р.Лі, зробленому в 1994 році: «Вони ПОВИННІ БУТИ боєздатними, швидко мобілізуватися, прийнятними по витрачених коштах і відповідати завданням, котрі стоять перед ними».
Особовий склад резерву комплектується придатними за станом здоров'я, фізичному і розумовому розвитку американськими громадянами чоловічої й жіночої статі у віці від 17 до 35 років. Вони мусять прослужити у військовому формуванні щонайменше 39 діб щороку. Це включає стройові збори на вихідні дні та 15 діб щорічних польових зборів (є американський слоган «один вікенд у місяць, два тижні на рік» (англ. “one weekend a month, two weeks a year”).
На практиці тривалість проходження військової служби значно перевищує визначені норми й може сягати до 120—179 днів на рік з перервами. Як правило, особовий склад, що служить набагато більше норми, проходить службу у спеціалізованих бойових підрозділах, де потрібна висока виучка та постійне підтримання навичок (пілоти та персонал Повітряних сил, сили спеціальних операцій) або такі, що відряджаються до «гарячих точок» (Афганістан, Ірак тощо). За повідомленням преси, з 390 військовослужбовців США, загиблих у ході військових дій у зоні Перської затоки, 72 чоловіки (або 18 %) були резервістами.
Під час проходження служби резервісти отримують грошове забезпечення, користуються тими ж пільгами і привілеями, що і особовий склад регулярних військ. Для підтримання бойової та мобілізаційної готовності резервних формувань на необхідному рівні існує особлива категорія військовослужбовців — постійний склад організованого резерву, призначений для забезпечення повсякденної діяльності підрозділів і частин (організація і проведення бойової підготовки, обслуговування техніки тощо), швидкого їх перекладу з мирного стану на воєнний. До них належать військовослужбовці регулярних військ, організованого резерву, цивільні службовці та військово-технічні фахівці.

## Склад
У цілому резервними компонентами збройних сил США вважаються сім основних формувань:
- Резерв Армії США (180 000 о/с)[1]
- Резерв ВМС США (70 000 о/с)
- Резерв Повітряних сил США (74 000 о/с)
- Резерв Корпусу морської піхоти США (39 000 о/с)
- Резерв Берегової охорони США (9 000 о/с)
- Національна Гвардія Армії США (340 000 о/с)
- Повітряні сили Національної гвардії США (105 000 о/с)

Додатково, особливу роль у військовому резерві країни грають цивільні організації, що у разі необхідності виконують певні завдання в інтересах національної безпеки. Так, додатковим резервом Повітряних сил США є Цивільний повітряний патруль, у Берегової охорони це Допоміжні сили, у Військово-морських сил — Торговельний флот та Морський кадетський корпус. Також резервним компонентом для усіх військових структур вважається Військова допоміжна система радіо.